# Област Коју
Област Коју (児湯郡 Koyu-gun) се налази у префектури Мијазаки, Јапан. 
2003. године, у области Коју живело је 78.392 становника и густину насељености од 109,52 становника по км². Укупна површина је 715,80 км².

## Вароши и села
- Каваминами
- Киџо
- Шинтоми
- Таканабе
- Цуно
- Нишимера